# Liane
De Liane (Nederlands: Elna, Enna of Enne) is een riviertje in het departement Pas-de-Calais.
Het riviertje heeft een lengte van 38,2 km en ontspringt nabij Quesques. Vervolgens doorloopt het de gemeenten Selles, Bournonville, Cremarest, Wirwignes, Questrecques, Carly, Hesdigneul-lès-Boulogne, Isques, Saint-Étienne-au-Mont en Saint-Léonard. Te Boulogne-sur-Mer mondt de Liane uit in Het Kanaal. Het stroomgebied bedraagt 244 km2.
Vroeger stroomde de Liane via een estuarium in zee, maar tegenwoordig is de bovenloop gekanaliseerd en via een sluis met de zee verbonden.
Hoewel de Liane over een groot deel van haar loop een mooi riviertje is, is de kwaliteit van het water -afgezien van de bovenloop bij de bron- middelmatig en bij de monding zelfs slecht.
- Bibliothèque nationale de France: cb11987506n (data)
- Système universitaire de documentation: 027940071
- Virtual International Authority File: 13144647637082502006
- WorldCat: E39PBJyCKF7w9FbQpDrQDWhbVC